# Иннокентьевка (Архаринский район)
В Завитинском районе Амурской области тоже есть село Иннокентьевка
Инноке́нтьевка — село в Архаринском районе Амурской области России. Административный центр Иннокентьевского сельсовета.

## География
Село находится на левом берегу реки Амур, на российско-китайской границе, на расстоянии 32 км к юго-западу от посёлка городского типа Архара, административного центра района.
От села Иннокентьевка вверх по левому берегу Амура идёт дорога к селу Красный Луч, а вниз по Амуру, затем вверх по правому берегу Архары идёт дорога к селу Вольное.

## Население
| 2002 | 2010 | 2012 | 2013 | 2014 | 2015 | 2016 |
| ---- | ---- | ---- | ---- | ---- | ---- | ---- |
| 662  | ↘520 | ↘516 | ↘492 | ↘472 | ↘457 | ↘430 |
| 2017 | 2018 |      |      |      |      |      |
| ↘411 | ↘405 |      |      |      |      |      |

## Улицы
| - ул. Амурская, - пер. Амурский, - пер. Ветеранов, - ул. Гапонова, | - ул. Калинина, - ул. Лесная, - ул. Молодёжная, - ул. Садовая, | - пер. Сетевой участок, - пер. Урожайный, - ул. Центральная, - ул. Школьная. |

## Экономика
Сельскохозяйственные предприятия Архаринского района.